# Camp de la Bauma
El Camp de la Bauma és un paratge de camps de conreu del terme municipal de Castellcir, a la comarca del Moianès.

El Camp de la Bauma respecte del terme de Castellcir

Està situat a l'extrem sud-occidental del terme de Castellcir, al sud-est de la masia de la Vall Jussana i al sud, més lluny, de la de la Vall. És al costat nord-oest de la Pinassa de la Vall Jussana i al sud de les Guineueres. Travessa el camp el torrent de la Vall Jussana, en el seu darrer tram de recorregut.
Antic camp de conreu, ara serveix de pastura a les vaques.